# Twierdzenie Knastera-Tarskiego o punkcie stałym
Twierdzenie Knastera-Tarskiego o punkcie stałym – twierdzenie mówiące, że każda funkcja monotoniczna określona na kracie zupełnej ma punkt stały.
Udowodnione najpierw przez Bronisława Knastera dla zbiorów potęgowych, później podane w pełnej ogólności przez Alfreda Tarskiego. Ma ono szereg ważnych zastosowań w semantyce języków programowania.

## Twierdzenie
Dla kraty zupełnej {\displaystyle (P,\leqslant )} oraz funkcji monotonicznej {\displaystyle f\colon P\to P} określonej na tej kracie, istnieje najmniejszy punkt stały funkcji {\displaystyle f,} tzn.
{\displaystyle \exists _{x\in P}\;f(x)=x}
oraz
{\displaystyle \forall _{y\in P}\;f(y)=y\implies x\leqslant y.}
Ostatni warunek oznacza, że zbiór wszystkich punktów stałych jest również kratą zupełną.
Należy podkreślić, że funkcja {\displaystyle f} musi być funkcją monotoniczną na porządku zupełnym, a nie w znaczeniu analizy matematycznej. W szczególności twierdzenie nie jest prawdziwe dla funkcji antymonotonicznych (np. krata {\displaystyle ([0;1],\leqslant )} oraz indykator zbioru {\displaystyle [0;1/2]}).